# Nina Rosić
Nina Rosić (ur. 5 maja 1990 w Belgradzie) – serbska siatkarka, reprezentantka kraju, grająca na pozycji libero.
Od sezonu 2019/2020 występuje w drużynie OK Beograd.
Jej starszy brat Nikola również jest siatkarzem i gra na pozycji libero.

## Sukcesy klubowe
Mistrzostwo Serbii:
- 2010
- 2008, 2009
- 2007, 2015

Puchar CEV:
- 2010
- 2008

Puchar Serbii:
- 2010

Superpuchar Szwajcarii:
- 2010, 2011, 2012

Puchar Szwajcarii:
- 2011, 2012, 2013

Mistrzostwo Szwajcarii:
- 2011, 2012, 2013

## Sukcesy reprezentacyjne
Mistrzostwa Krajów Bałkańskich Juniorek:
- 2006

Mistrzostwa Europy Kadetek:
- 2007

Liga Europejska:
- 2009
- 2012

## Nagrody indywidualne
2008: Najlepsza libero turnieju finałowego Pucharu CEV